# Aincreville
Aincreville est une commune française située dans le département de la Meuse, en région Grand Est.

## Géographie

### Localisation
Le village est situé au nord-ouest du département de la Meuse, dans la vallée de l'Andon.
Le territoire de la commune est bordé par cinq autres communes, dont une dans le département des Ardennes.
| Tailly (dans les Ardennes) | Villers-devant-Dun | Doulcon        |
|                            | Aincreville        |                |
| Bantheville                |                    | Cléry-le-Grand |

### Hydrographie
La commune est dans le bassin versant de la Meuse au sein du bassin Rhin-Meuse. Elle est drainée par le ruisseau l'Andon (Bras-Nord), le ruisseau de l'Etaillon et le ruisseau de Cheline,.
L'Andon (Bras-Nord), d'une longueur de 24 km, prend sa source dans la commune de Montfaucon-d'Argonne et se jette  dans la Meuse à Doulcon, après avoir traversé onze communes.

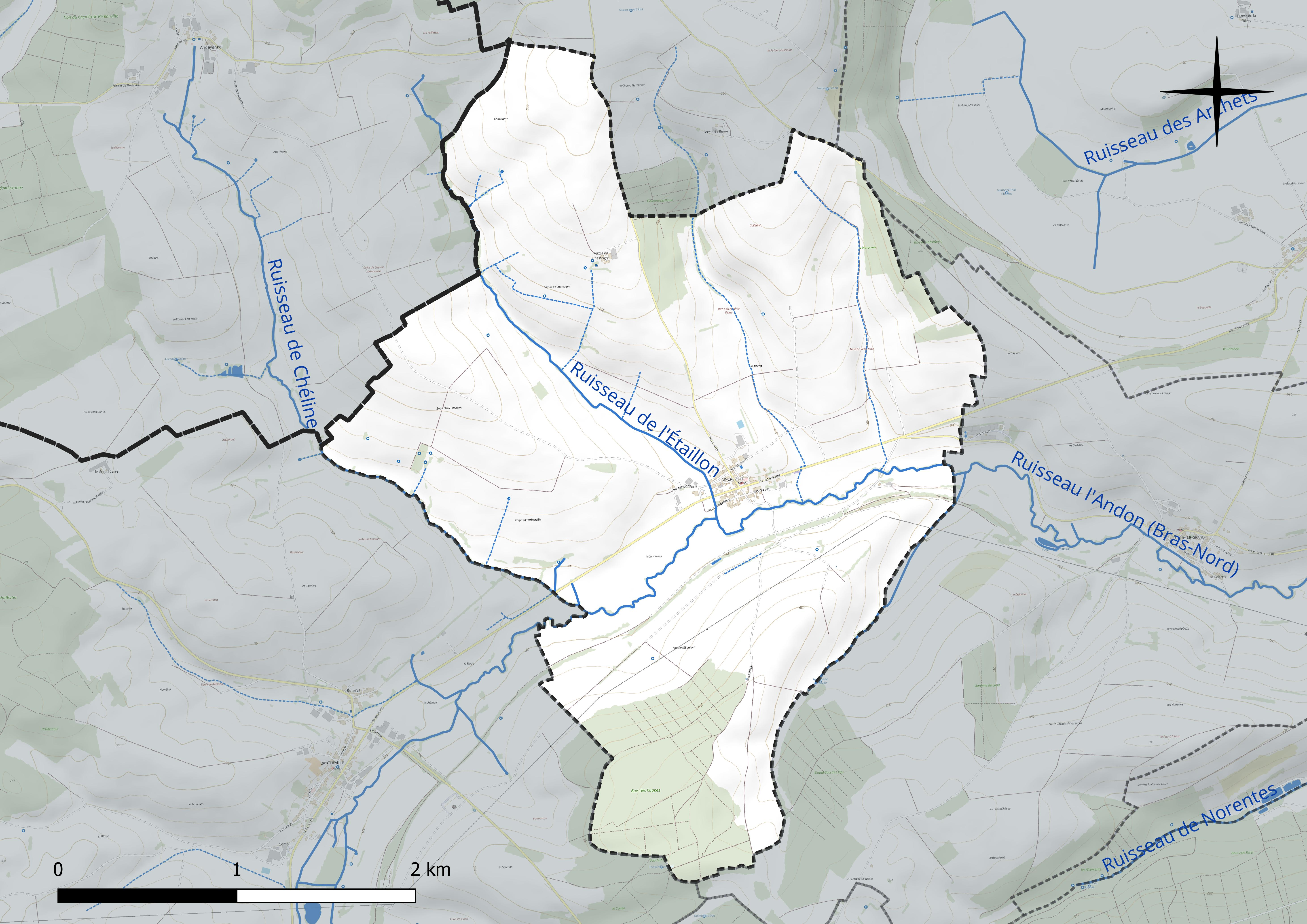
Réseau hydrographique d'Aincreville.

### Climat
Pour des articles plus généraux, voir Climat du Grand Est et Climat de la Meuse.
En 2010, le climat de la commune est de type climat de montagne, selon une étude du Centre national de la recherche scientifique s'appuyant sur une série de données couvrant la période 1971-2000. En 2020, Météo-France publie une typologie des climats de la France métropolitaine dans laquelle la commune est exposée à un climat océanique altéré et est dans la région climatique Lorraine, plateau de Langres, Morvan, caractérisée par un hiver rude (1,5 °C), des vents modérés et des brouillards fréquents en automne et hiver.
Pour la période 1971-2000, la température annuelle moyenne est de 9,8 °C, avec une amplitude thermique annuelle de 16,1 °C. Le cumul annuel moyen de précipitations est de 967 mm, avec 14 jours de précipitations en janvier et 9,5 jours en juillet. Pour la période 1991-2020, la température moyenne annuelle observée sur la station météorologique de Météo-France la plus proche, « Septsarges », sur la commune de Septsarges à 10 km à vol d'oiseau, est de 10,3 °C et le cumul annuel moyen de précipitations est de 942,8 mm. 
La température maximale relevée sur cette station est de 39,9 °C, atteinte le 25 juillet 2019 ; la température minimale est de −15,7 °C, atteinte le 1er janvier 1997,,.
Les paramètres climatiques de la commune ont été estimés pour le milieu du siècle (2041-2070) selon différents scénarios d'émission de gaz à effet de serre à partir des nouvelles projections climatiques de référence DRIAS-2020. Ils sont consultables sur un site dédié publié par Météo-France en novembre 2022.

## Urbanisme

### Typologie
Au 1er janvier 2024, Aincreville est catégorisée commune rurale à habitat très dispersé, selon la nouvelle grille communale de densité à sept niveaux définie par l'Insee en 2022.
Elle est située hors unité urbaine et hors attraction des villes,.

### Occupation des sols

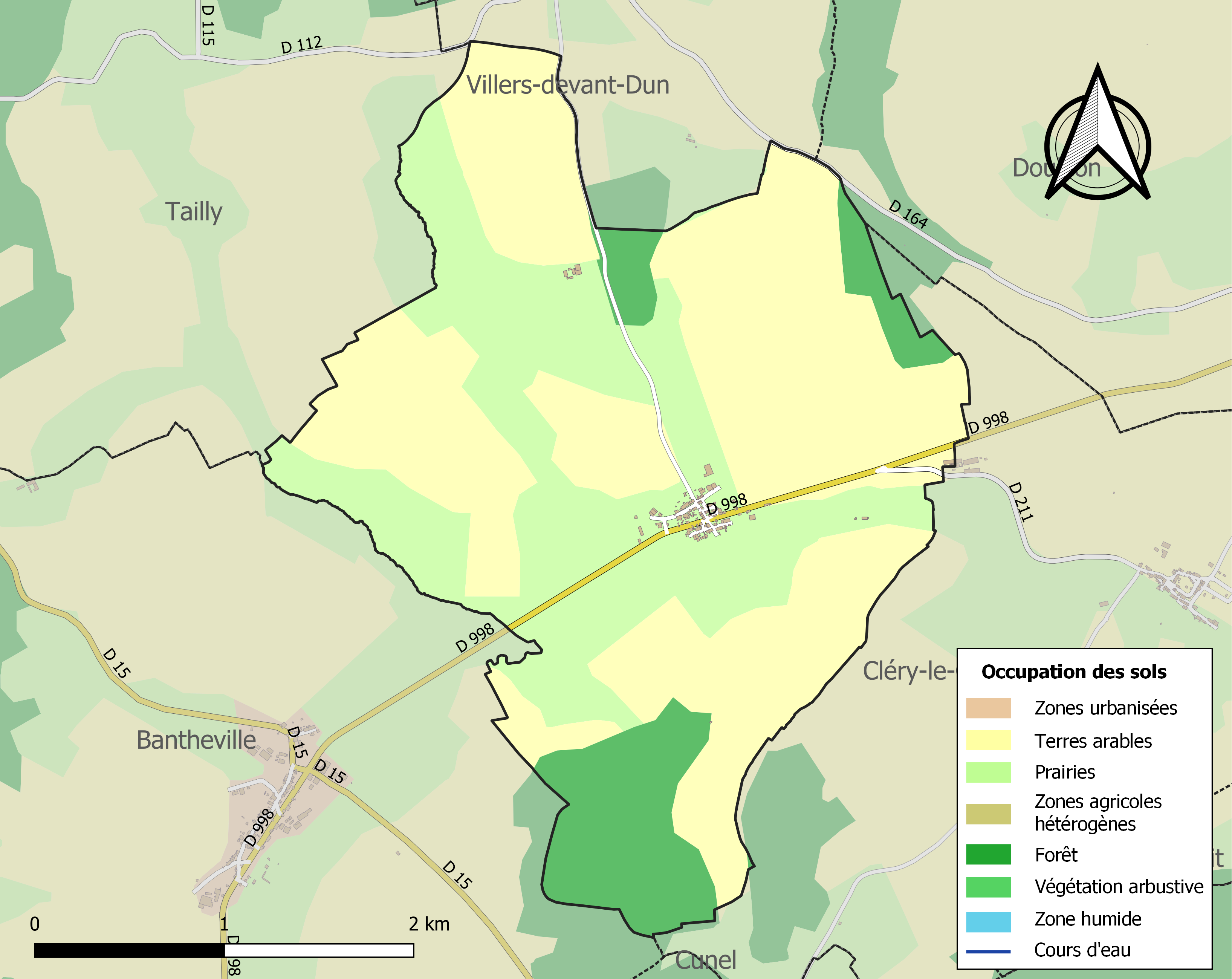
Carte des infrastructures et de l'occupation des sols de la commune en 2018 (CLC).

L'occupation des sols de la commune, telle qu'elle ressort de la base de données européenne d’occupation biophysique des sols Corine Land Cover (CLC), est marquée par l'importance des territoires agricoles (88,1 % en 2018), une proportion identique à celle de 1990 (88,1 %). La répartition détaillée en 2018 est la suivante : 
terres arables (54,5 %), prairies (33,6 %), forêts (11,9 %).
L'IGN met par ailleurs à disposition un outil en ligne permettant de comparer l’évolution dans le temps de l’occupation des sols de la commune (ou de territoires à des échelles différentes). Plusieurs époques sont accessibles sous forme de cartes ou photos aériennes : la carte de Cassini (XVIIIe siècle), la carte d'état-major (1820-1866) et la période actuelle (1950 à aujourd'hui).

## Toponymie
Anciennes mentions : Ancravilla XIVe siècle dans le pouillé de Reims et au (XVIe siècle), Ancreville (1648), Encreville (1656), Increville (1700), Aricera-Villa (1717).
D'un nom de personne germanique Angeranus + villa.

## Politique et administration
| Période                                  | Période   | Identité                                   | Étiquette | Qualité     |
| ---------------------------------------- | --------- | ------------------------------------------ | --------- | ----------- |
| Les données manquantes sont à compléter. |           |                                            |           |             |
| mars 2001                                | mars 2014 | Claude Gérard                              |           |             |
| mars 2014                                | En cours  | Guy Ravenel Réélu pour le mandat 2020-2026 |           | Agriculteur |

## Population et société

### Démographie

#### Évolution démographique
L'évolution du nombre d'habitants est connue à travers les recensements de la population effectués dans la commune depuis 1793. Pour les communes de moins de 10 000 habitants, une enquête de recensement portant sur toute la population est réalisée tous les cinq ans, les populations de référence des années intermédiaires étant quant à elles estimées par interpolation ou extrapolation. Pour la commune, le premier recensement exhaustif entrant dans le cadre du nouveau dispositif a été réalisé en 2005.

En 2022, la commune comptait 81 habitants, en évolution de +14,08 % par rapport à 2016 (Meuse : −4,4 %, France hors Mayotte : +2,11 %).
| 1793 | 1800 | 1806 | 1821 | 1831 | 1836 | 1841 | 1846 | 1851 |
| ---- | ---- | ---- | ---- | ---- | ---- | ---- | ---- | ---- |
| 162  | 185  | 177  | 193  | 243  | 228  | 242  | 247  | 237  |

| 1856 | 1861 | 1866 | 1872 | 1876 | 1881 | 1886 | 1891 | 1896 |
| ---- | ---- | ---- | ---- | ---- | ---- | ---- | ---- | ---- |
| 243  | 256  | 216  | 237  | 196  | 205  | 190  | 186  | 183  |

| 1901 | 1906 | 1911 | 1921 | 1926 | 1931 | 1936 | 1946 | 1954 |
| ---- | ---- | ---- | ---- | ---- | ---- | ---- | ---- | ---- |
| 179  | 180  | 172  | 122  | 150  | 170  | 169  | 152  | 125  |

| 1962 | 1968 | 1975 | 1982 | 1990 | 1999 | 2005 | 2006 | 2010 |
| ---- | ---- | ---- | ---- | ---- | ---- | ---- | ---- | ---- |
| 121  | 121  | 90   | 81   | 83   | 84   | 89   | 89   | 85   |

| 2015 | 2020 | 2022 | - | - | - | - | - | - |
| ---- | ---- | ---- | - | - | - | - | - | - |
| 73   | 81   | 81   | - | - | - | - | - | - |

#### Pyramide des âges
La population de la commune est relativement âgée.
En 2018, le taux de personnes d'un âge inférieur à 30 ans s'élève à 29,6 %, soit en dessous de la moyenne départementale (32,4 %). À l'inverse, le taux de personnes d'âge supérieur à 60 ans est de 35,8 % la même année, alors qu'il est de 29,6 % au niveau départemental.
En 2018, la commune comptait 39 hommes pour 34 femmes, soit un taux de 53,42 % d'hommes, largement supérieur au taux départemental (49,51 %).
Les pyramides des âges de la commune et du département s'établissent comme suit.
| Hommes | Classe d’âge | Femmes |
| ------ | ------------ | ------ |
| 2,3    | 90 ou +      | 5,3    |
| 2,3    | 75-89 ans    | 15,8   |
| 27,9   | 60-74 ans    | 18,4   |
| 20,9   | 45-59 ans    | 10,5   |
| 16,3   | 30-44 ans    | 21,1   |
| 9,3    | 15-29 ans    | 13,2   |
| 20,9   | 0-14 ans     | 15,8   |

| Hommes | Classe d’âge | Femmes |
| ------ | ------------ | ------ |
| 0,8    | 90 ou +      | 2,2    |
| 7,6    | 75-89 ans    | 11     |
| 20,2   | 60-74 ans    | 20,5   |
| 20,6   | 45-59 ans    | 20     |
| 17,4   | 30-44 ans    | 16,8   |
| 16,7   | 15-29 ans    | 13,6   |
| 16,8   | 0-14 ans     | 15,8   |

## Culture locale et patrimoine

### Lieux et monuments
- La Maison du miel et des abeilles.
- Église Saint-Aignan : reconstruite en 1924 à la suite de la destruction de l'ancienne église pendant la Première Guerre mondiale.

### Héraldique, logotype et devise
| Blason de Aincreville | Blason  | De gueules à la croix ancrée estrée d'or accostée de deux vergettes alésées nouées du même et soutenue d'une tiercefeuille versée d'argent.                     |
| Blason de Aincreville | Détails | Armoiries composées et dessinées par Robert, André LOUIS et Dominique LACORDE et adoptées par la commune le 21 novembre 2016, Monsieur Guy RAVENEL étant maire. |